# Hieracium moravicum
Hieracium moravicum es una especie de planta con flor del género Hieracium, de la familia Asteraceae, orden Asterales.

## Distribución
Hieracium moravicum se distribuye por la República Checa.

## Taxonomía
Fue descrita científicamente por Freyn ex Oborny.